# آلکس (بازیکن فوتبال، زاده ۱۹۸۹)
آلکس کوستا دوس سانتوس (به پرتغالی: Alex Costa dos Santos) مدافع اهل برزیل است که در شهر سالوادور و در تاریخ ۲۹ ژانویهٔ ۱۹۸۹ به دنیا آمده‌است.
آلکس کوستا دوس سانتوس در تیم‌های فوتبال Lokomotiv Plovdiv سابقهٔ حضور دارد.